# Pokol pri Gnadenhütten
Pokol v Gnadenhüttn, znan tudi kot moravski pokol, je bil poboj 96 pacifističnih krščanskih Moravanov (predvsem Lenape in Mohikanov) s strani ameriških milic iz Pensilvanije, pod poveljstvom Davida Williamsona, 8. marca 1782, v moravski misijonarski vasi Gnadenhütten, Ohio Country, med ameriško revolucionarno vojno.
Zaradi svoje zavezanosti krščanskemu pacifizmu se Moravani niso postavili na nobeno stran med ameriško revolucionarno vojno, zaradi česar so jih tako Britanci kot Američani gledali s sumničavostjo. Ko so Moravani pobirali pridelke, jih je srečala pensilvanska milica in jim lažno obljubila, da jih bodo "preselili stran od sprtih strani." Ko so bili zbrani, pa je ameriška milica zbrala neoborožene Moravane in dejala, da jih namerava usmrtiti zaradi vohunjenja, obtožbe, ki so jih Moravani zavrnili.
Moravani so svoje ugrabitelje prosili, naj jim dovolijo moliti in častiti noč pred usmrtitvijo; noč pred smrtjo so preživeli v molitvi in petju krščanskih hvalnic in psalmov. Osemnajst ameriških milic je nasprotovalo poboju pacifističnih Moravanov, čeprav so jih preglasili tisti, ki so jih hoteli umoriti; tisti, ki so nasprotovali umoru, niso sodelovali pri pokolu in so se ločili od morilcev. Preden so jih umorili, so ameriški vojaki "ženske in dekleta odvlekli v sneg in jih sistematično posilili." Medtem, ko so jih ubijali, so Moravci peli "hvalnice in si med seboj govorili besede spodbude in tolažbe, dokler niso bili vsi pobiti". Verjeli so v nenasilje in prosili, naj jim prizanesejo življenja, vendar se niso borili proti svojim preganjalcem.
Moravski misijonar David Zeisberger je pobite Lenape in Mahicane razglasil za krščanske mučenike, ki se jih spominjajo v Moravski cerkvi. Več kot stoletje pozneje je Theodore Roosevelt pokol imenoval "madež na mejnem značaju, ki ga čas ne more izprati."
Svetišče moravskih krščanskih indijanskih mučenikov vključuje spomenik, ki ga je postavil in posvetil devetdeset let po pokolu v Gnadenhüttnu poglavar krščanskega plemena Munsee; grobišča žrtev vsebujejo "kosti, [ki] so jih zbrali zvesti misijonarji nekaj časa po pokolu". Vključuje tudi velik krščanski križ, posvečen moravskim Munseejem in krščanskim mučenikom Mahican, ki ga je postavil član plemena in potomec enega od ubitih. Ker je bilo območje vasi ohranjeno, sta bili tam zgrajeni rekonstruirani misijonska hiša in sodarska hiša. Grobna gomila je označena in je bila vzdrževana na mestu; območje vasi je bilo uvrščeno na Nacionalni register zgodovinskih krajev.